# Jay Kristoff
Jay Kristoff (Perth, 12 de novembro de 1973) é um escritor australiano de Fantasia e ficção científica. 
Escrevendo tanto para leitores adultos quanto para jovens, é autor best-seller do New York Times e do USA Today.

## Biografia
Quando criança Jay Kristoff lia com frequência e jogava jogos de tabuleiro, incluindo Dungeons & Dragons. Ele se formou na faculdade com um diploma de artes e trabalhou em publicidade criativa para a televisão por onze anos, antes de iniciar sua carreira literária. Ele vive em Melbourne na Austrália, com a esposa.
Ganhou oito prêmios Aurealis, um ABIA. Ele tem mais de um milhão e meio de livros impressos e é publicado em mais de trinta e cinco países.

## Obras

### SérieThe Lotus War
1. Stormdancer (2012)
2. Kinslayer (2013)
3. Endsinger (2014)

- The Last Stormdancer (novela, prequela do Stormdancer) (2013)
- Praying for Rain (conto, postado online) (2013)

### The Illuminae Files
(com Amie Kaufman)
1. Illuminae (2015)
2. Gemina (2016)
3. Obsidio (2018)

- Memento (novela, prequela) (2019)

### The Nevernight Chronicle
1. Nevernight (2016) no Brasil: Nevernight: A Sombra do Corvo (Plataforma 21, 2017)
2. Godsgrave (2017) no Brasil: Godsgrave: O Espetáculo Sangrento (Plataforma 21, 2018)
3. DarkDawn (2019) no Brasil: DarkDawn: As Cinzas da República  (Plataforma 21, 2020)

### Lifel1k3
1. Lifel1k3 (2018)
2. Dev1at3 (2019)
3. Truel1f3 (2020)

### O Ciclo Aurora(comAmie Kaufman)
1. Aurora Rising (2019) no Brasil: Aurora Ascende (Rocco, 2021)
2. Aurora Burning (2020)
3. Aurora's End (2021)

### Empire of The Vampire
1. Empire of The Vampire (2021)